# La Disparition (album)
Pour les articles homonymes, voir Disparition (homonymie).
Albums de Keren Ann
La Biographie de Luka Philipsen
(2000) Not Going Anywhere
(2003)
La Disparition est le titre du deuxième album de Keren Ann (Zeidel), sorti en avril 2002.
Une édition limitée contient un DVD bonus avec 6 titres en concert, dont des apparitions de Benjamin Biolay et d'Erik Truffaz.

## Liste des morceaux
Disque 33 tours
Toutes les chansons sont écrites et composées par Keren Ann et Benjamin Biolay, sauf Les Rivières de janvier par la première seulement.
| 1. | Au coin du monde          | 3:17 |
| 2. | Le Sable mouvant          | 3:36 |
| 3. | Les Rivières de janvier   | 3:17 |
| 4. | La Corde et les chaussons | 5:06 |
| 5. | Surannée                  | 2:20 |
| 6. | Le Chien d'avant-garde    | 3:56 |

| 1. | Ailleurs                     | 4:29 |
| 2. | L'illusionniste              | 4:05 |
| 3. | Mes pas dans la neige        | 4:13 |
| 4. | La rose de Washington Square |      |
| 5. | La Disparition               | 3:34 |

Disque compact
| No  | Titre                       | Durée |
| --- | --------------------------- | ----- |
| 1.  | Au coin du monde            | 3:19  |
| 2.  | Le Sable mouvant            | 3:35  |
| 3.  | Les Rivières de janvier     | 3:17  |
| 4.  | La Corde et les chaussons   | 5:05  |
| 5.  | Surannée                    | 2:22  |
| 6.  | Ailleurs                    | 4:31  |
| 7.  | L’illusionniste             | 4:02  |
| 8.  | La Tentation (instrumental) | 0:54  |
| 9.  | Mes pas dans la neige       | 4:14  |
| 10. | Le Chien d'avant-garde      | 3:57  |
| 11. | La Disparition              | 3:33  |

## DVD bonus
1. On est loin
2. Bright Stones
3. Autour de l'arbre
4. Le chien d'avant garde
5. Les rivières de janvier
6. Spanish song bird

Les titres ont été filmés le 13 février 2002.[Où ?]